# Lillefors
Lillefors är en plats vid Lillån, 1,5 kilometer sydost om Virserum i Hultsfreds kommun.
Lillefors utgör en välbevarad kulturmiljö från 1880-talet med tidigare möbelverkstad med en fungerande maskinpark. Vid den före detta möbelindustrin finns en damm med dammluckor i trä som reglerar vattennivån i dammen